# RHOG
RHOG (англ. Ras homolog family member G) – білок, який кодується однойменним геном, розташованим у людей на короткому плечі 11-ї хромосоми. Довжина поліпептидного ланцюга білка становить 191 амінокислот, а молекулярна маса — 21 309.
| 10         |  | 20         |  | 30         |  | 40         |  | 50         |
| ---------- |  | ---------- |  | ---------- |  | ---------- |  | ---------- |
| MQSIKCVVVG |  | DGAVGKTCLL |  | ICYTTNAFPK |  | EYIPTVFDNY |  | SAQSAVDGRT |
| VNLNLWDTAG |  | QEEYDRLRTL |  | SYPQTNVFVI |  | CFSIASPPSY |  | ENVRHKWHPE |
| VCHHCPDVPI |  | LLVGTKKDLR |  | AQPDTLRRLK |  | EQGQAPITPQ |  | QGQALAKQIH |
| AVRYLECSAL |  | QQDGVKEVFA |  | EAVRAVLNPT |  | PIKRGRSCIL |  | L          |

A: Аланін

C: Цистеїн

D: Аспарагінова кислота

E: Глутамінова кислота

F: Фенілаланін

G: Гліцин

H: Гістидин

I: Ізолейцин

K: Лізин

L: Лейцин

M: Метіонін

N: Аспарагін

P: Пролін

Q: Глутамін

R: Аргінін

S: Серин

T: Треонін

V: Валін

W: Триптофан

Кодований геном білок за функцією належить до фосфопротеїнів. 
Білок має сайт для зв'язування з нуклеотидами, ГТФ. 
Локалізований у клітинній мембрані, мембрані.